# CTV News Channel (Canada)

Logo de CTV Newsnet (1999-2009)

Logo de CTV News Channel (2009-2011)

CTV News Channel est une chaîne de télévision d'information continue canadienne spécialisée de catégorie C de langue anglaise appartenant à Bell Media. Elle diffuse des bulletins de nouvelles, de météo et de sports, de même que de l'information relative aux affaires, à la consommation et au mode de vie.

## Histoire
Après avoir obtenu sa licence auprès du CRTC en 1996 pour le service CTV N1, CTV Television Network a lancé CTV News 1 le 17 octobre 1997 dans un format de nouvelles livrés dans un bloc de 15 minutes continuellement mis à jour 24 heures sur 24. Ce format est similaire à LCN, lancé le mois précédent, dans le but de ne pas concurrencer CBC News Network et RDI. Un ticker de nouvelles déroulant apparaît au bas de l'écran afin de fournir les grandes lignes des nouvelles, la météo, résultats sportifs et autres.
En 1999, la chaîne est renommé CTV Newsnet à la suite du lancement de CTV Sportsnet.
En 2005, le CRTC approuve la demande de CTV Newsnet afin d'éliminer le format restrictif de blocs en continu, mais lui impose de nouvelles conditions de licence, ce qui leur permet de diffuser des discussions et débats de longue durée ainsi que de couvrir la nouvelle de l'heure sans interruption. Les nouvelles du sport se retrouvent à TSN alors que le monde des affaires se retrouve sur Report on Business Television.
CTV Newsnet est devenu CTV News Channel le 26 mai 2009 sans changement de format.
Bell Canada a fait l'acquisition de CTVglobemedia le 1er avril 2011 et a renommé la compagnie pour Bell Media.
La version HD de la chaîne a été lancée en février 2012 sur Bell Fibe TV.

## Programmation
Similairement à la synergie entre TVA et LCN, CTV News Channel diffuse les bulletins de nouvelles nationales en simultané avec les stations du réseau CTV, ainsi que des débats et entrevues durant la journée.